# Wahlen 2007
◄◄ | ◄ | 2003 | 2004 | 2005 | 2006 | Wahlen 2007 | 2008 | 2009 | 2010 | 2011 | ► | ►►

Weitere Ereignisse

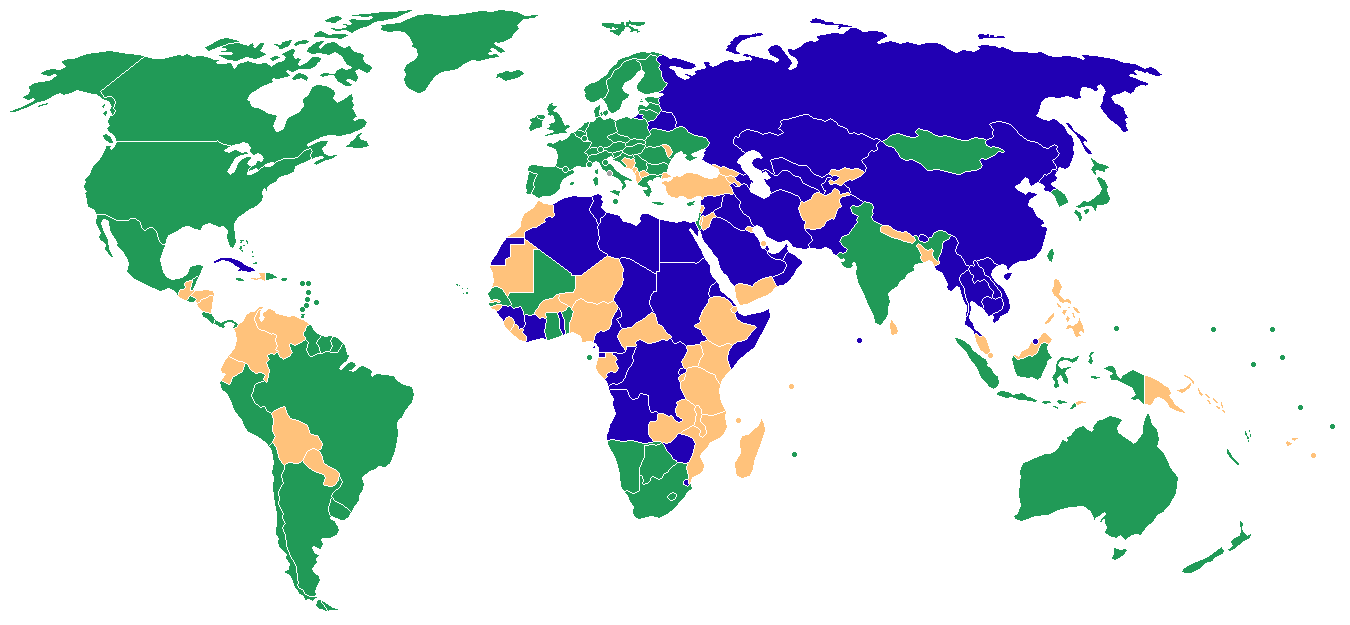
Einschätzungen des Grades politischer Freiheit in den Ländern der Welt 2007 laut Freedom House
frei
teilweise frei
nicht frei

Die hier aufgelisteten Wahlen und Referenden fanden im Jahr 2007 statt oder waren für das angegebene Datum vorgesehen.
Bei weitem nicht alle der hier aufgeführten Wahlen wurden nach international anerkannten demokratischen Standards durchgeführt. Enthalten sind auch Scheinwahlen in Diktaturen ohne Alternativkandidaten oder Wahlen, deren Ergebnisse durch massiven Wahlbetrug oder ohne fairen, gleichrangigen Zugang der konkurrierenden Kandidaten oder Parteien zu den Massenmedien zustande gekommen sind. Die nebenstehenden Karten sollen dazu eine Orientierung geben. Sie versucht eine grobe Einteilung der Länder der Erde 2007 nach ihrem Grad an Demokratie gemäß den – in einigen Fällen auch umstrittenen – Kriterien des Freedom House Index.
Aufgrund der großen Zahl der Wahlen, die jedes Jahr weltweit durchgeführt werden, kann die Liste keinen Anspruch auf Vollständigkeit erheben. Angestrebt wird auf jeden Fall die Auflistung sämtlicher Wahlen von mindestens nationaler Bedeutung. Folgende Wahlen fanden im Jahr 2007 statt:

## Afrika
- Am 25. Januar 2007 fanden die Parlamentswahlen in Gambia 2007 statt.
- Am 17. Februar fand die Parlamentswahl in Lesotho 2007 statt.
- Am 14. April 2007 und am 21. April 2007 fanden die Präsidentschaftswahlen in Nigeria 2007 statt.
- Am 17. Mai 2007 fand die Parlamentswahl in Algerien 2007 statt.
- Am 7. September 2007 fand die Parlamentswahl in Marokko statt.
- Am 9. Oktober 2007 fand die Präsidentschaftswahl in Äthiopien 2007 statt.
- Am 27. Dezember 2007 fand die Präsidentschafts- und Parlamentswahl in Kenia statt.
- ein Verfassungsreferendum in Ägypten 2007
- die Wahl zur Schura in Ägypten 2007
- die Parlamentswahl in Benin 2007
- die Parlamentswahl in Burkina Faso 2007
- die Parlamentswahl in Kamerun 2007
- die Parlamentswahlen in der Republik Kongo 2007
- die Gouverneurswahlen in der Demokratischen Republik Kongo 2007
- die Senatswahlen in der Demokratischen Republik Kongo 2007
- die Parlamentswahl in Madagaskar 2007
- die Parlamentswahl in Mali 2007
- die Präsidentschaftswahl in Mali 2007
- die Parlamentswahl in Mauretanien 2007
- die Senatswahl in Mauretanien 2007
- die Parlamentswahl im Senegal 2007
- die Präsidentschaftswahl im Senegal 2007
- die Senatswahl im Senegal 2007
- die Parlamentswahl auf den Seychellen 2007
- die Parlamentswahl in Sierra Leone 2007
- die Präsidentschaftswahl in Sierra Leone 2007
- die Parlamentswahl in Togo 2007

## Amerika und Karibik
- Am 3. September 2007 fanden die Parlamentswahlen in Jamaika statt.
- Am 9. September 2007 fand die Präsidentschafts- und Parlamentswahl in Guatemala 2007 statt.
- Im Oktober 2007 und November 2007 fanden die Gouverneurswahlen in den Vereinigten Staaten 2007 statt.

## Asien
- Einheitliche Regionalwahlen in Japan 2007 am 8. und 22. April
- Am 29. Juli 2007 fand in Japan die Sangiin-Wahl 2007 statt.
- Am 9. April 2007 und 9. Mai 2007 fand eine Präsidentschaftswahl in Osttimor statt.
- Am 27. Mai 2007 wurde Baschar al-Assad, Machthaber in Syrien seit Juni 2000, bei einem Referendum ohne Gegenkandidaten als Staatspräsident bestätigt.
- Am 30. Juni fand in Osttimor eine Parlamentswahl statt.
- Am 19. Juli 2007 fand die Präsidentschaftswahl in Indien statt.
- Am 19. Dezember 2007 fand die Präsidentschaftswahl in Südkorea statt.

## Australien und Ozeanien
- Vom 20. Oktober bis 24. Oktober 2007 fand in Tokelau das Zweite Referendum zur Selbstbestimmung Tokelaus statt.
- Am 24. November 2007 fand die Parlamentswahl in Australien 2007 statt.

## Europa

### Deutschland
- Am  3. Mai 2007 fand die Bürgerschaftswahl in Bremen 2007 statt.

| Staat       | Staat   | Wahl/Abstimmung                     | Kategorie                    |
| ----------- | ------- | ----------------------------------- | ---------------------------- |
| Deutschland | Sachsen | Bürgermeisterwahlen in Sachsen 2007 | Bürgermeisterwahl in Sachsen |

### Österreich
- Am 7. Oktober 2007 fanden die Gemeinderatswahlen im Burgenland 2007 statt.

### Schweiz
- Am 21. Oktober 2007 fanden die Schweizer Parlamentswahlen 2007 statt.
- Am 12. Dezember 2007 fanden die Bundesratswahlen 2007 statt.

### Übriges Europa
- Am 21. Januar 2007 fand die Parlamentswahl in Serbien 2007 statt.
- Am 4. März 2007 fand die Parlamentswahl in Estland 2007 statt.
- Am 7. März 2007 fand die Wahl zur Nordirland-Versammlung 2007 statt.
- Am 11. März 2007 fand die Präsidentschaftswahl in Frankreich 2007 statt.
- Am 18. März 2007 fand die Parlamentswahl in Finnland 2007 statt.
- Am 6. Mai 2007 fanden die Regionalwahlen in Madeira 2007 statt.
- Am 12. Mai 2007 fand die Parlamentswahl in Island 2007 statt.
- Am 10. und 17. Juni Wahlen zur Nationalversammlung in Frankreich
- Am 16. September 2007 fand die Parlamentswahl in Griechenland 2007 statt.
- Am 30. September 2007 fand die Parlamentswahl in der Ukraine 2007 statt.
- Am 11. Oktober 2007 fand die  Parlamentswahl in Gibraltar 2007 statt.
- Am 21. Oktober 2007 fand die Parlamentswahl in Polen 2007 statt.
- Am 21. Oktober 2007 und am 11. November 2007 fanden die beiden Wahlgänge der Präsidentschaftswahl in Slowenien 2007 statt.
- Am 13. November 2007 fand in Dänemark die Folketingswahl 2007 statt.
- Am 17. November 2007 fand die Parlamentswahl im Kosovo 2007 statt.
- Am 25. November 2007 fand die Parlamentswahl in Kroatien 2007 statt.
- Am 2. Dezember 2007 fand die Parlamentswahl in Russland 2007 statt.
- Am 22. Juli 2007 fand die Parlamentswahl in der Türkei 2007 statt.
- Am 21. Oktober 2007 fand das Verfassungsreferendum in der Türkei 2007 statt.